# Myrothecium cinctum
Myrothecium cinctum är en svampart som först beskrevs av August Karl Joseph Corda, och fick sitt nu gällande namn av Pier Andrea Saccardo 1886. Myrothecium cinctum ingår i släktet Myrothecium, ordningen köttkärnsvampar, klassen Sordariomycetes, divisionen sporsäcksvampar och riket svampar.   Inga underarter finns listade i Catalogue of Life.